# Древесные топаколо
Древесные топаколо (лат. Merulaxis) — род птиц из семейства топаколовых (Rhinocryptidae). В состав рода включают два вида. Оба вида являются эндемиками Бразилии.

## Описание
Птицы небольшого размера, длиной от 18,5 до 19,5 см. Характеризуются длинными хвостами и жёсткими щетинистыми перьями на лбу и у основания клюва. Самцы в основном сланцевого цвета, а самки более коричневатые. Обитают в глубине влажных лесов, обычно в густой растительности или вокруг камней. Ходят, бегают и прыгают по земле поодиночке или парами. 

## Классификация и систематика
Молекулярно-генетические исследования 2010 года подтвердили монофилию семейства Rhinocryptidae; авторы предположили существование двух больших групп в пределах семейства: одна из них включает более крупные виды, а вторая состоит из более мелких видов. Данный род относится ко второй группе. Олсон и соавторами предложили разделить семейство на два подсемейства. Род Myornis отнесли к подсемейству Scytalopodinae, наряду с родами Eugralla,  Scelorchilus, Eleoscytalopus и Scytalopus.
В состав рода включают два вида:
| Изображение | Русское название              | Научное название                 | Распространение                                                                                             |
| ----------- | ----------------------------- | -------------------------------- | --- |
| Самка       | Щетинковый древесный топаколо | Merulaxis ater Lesson, 1831      | юго-восток Бразилии: штаты Минас-Жерайс, Эспириту-Санту, Рио-де-Жанейро, Сан-Паулу, Парана и Санта-Катарина |
|             | Топаколо Штреземанна          | Merulaxis stresemanni Sick, 1960 | восток Бразилии (штаты Минас-Жерайс и Баия)                                                                 |